# Giampiero De Carli
Giampiero De Carli (Roma, 17 marzo 1970) è un allenatore di rugby a 15 ed ex rugbista a 15 italiano, in carriera pilone campione d'Italia con Calvisano e campione di Francia con lo Stade français, nonché internazionale per l'Italia dal 1996 al 2003.

## Biografia
Cresciuto agonisticamente nella Capitale, de Carli iniziò a giocare nel Rugby Roma nel 1982 e rimase nel club continuativamente fino al 1997, anno in cui spese una stagione in prestito al Milan per disputarvi la Heineken Cup.
Tornato a Roma per un'ulteriore stagione, nel 1999-2000 giocò a Parigi nello Stade français con cui si laureò campione di Francia.
Esordì in Nazionale durante la gestione di Georges Coste nel 1996, durante un'amichevole contro il Galles; prese poi parte alle qualificazioni alla Coppa del Mondo di rugby 1999 nella quale tuttavia, pur figurando tra i convocati, non fu mai utilizzato.
Prese anche parte alle prime quattro edizioni del Sei Nazioni e fu il primo italiano a realizzare una meta in tale torneo, all'esordio dell'edizione 2000 contro la Scozia; nel Sei Nazioni 2003 de Carli disputò il suo ultimo incontro internazionale, contro l'Inghilterra.
Dopo una stagione nuovamente a Roma, nel 2001 si trasferì al Calvisano, club con il quale vinse un campionato e una Coppa Italia; terminata l'attività agonistica nel 2006 a 36 anni, divenne allenatore dei lombardi; ne 2009 assunse la guida della Nazionale A in coppia con Gianluca Guidi e, successivamente, della prima squadra dell'Accademia Federale della FIR.
Terminato il suo impegno federale, dal 2012 fu l'allenatore degli avanti del Perpignano, assistente del francese Marc Delpoux già suo tecnico-capo a Calvisano.
Dopo l'esperienza francese, terminata con la retrocessione del Perpignano nel Pro D2, dalla fine del 2013 ricopre l'incarico di allenatore degli avanti della nazionale italiana.

## Palmarès
- Campionati francesi: 1
Stade français: 1999-2000
- Campionati italiani: 1
Calvisano: 2004-05
- Coppe Italia: 1
Calvisano: 2003-04